# Даниел Варужан
Даниел Варужан (на арменски: Դանիել Վարուժան) е арменски поет от началото на 20 век. На 31-годишна възраст, когато достига международна височина, той е депортиран от Младотурците в хода на арменския геноцид.

## Биография
Даниел Варужан е роден на 21 април 1884 година в село Пъркниг, област Себастия. До 1895 г. е учил в местното училище. През 1896 г. заминава с майка си за Цариград при баща си. Две години посещава колежа на Сакъзахаджи. През 1898 г. е приет във Венецианския колеж. Първи стъпки в поезията прави през 1901 г. Първото му стихотворение, „Хражешд“, получава гласност в ученическия вестник „Арцаганк модаи“. Чрез посредничеството на Аристагес Кастанкилян през 1902 г. заминава да учи в колежа на Мурат – Рапаелян във Венеция. В периода 1905 – 1909 г. следва в Гентския университет, където получава титлата кандидат на политическите науки.
Става преподавател по няколко предмета през октомври 1909 г. в себастианския национален институт „Арамян“. По покана на търговеца Мириджан Ташджян става учител на дъщеря му Аракси, като и преподава арменски и френски език. След големи трудности и успехи през 1910 г. се жени за Аракси Ташджян. През 1911 г. започва работа като учител в Националния институт „Евдокия“. Завръща се в Цариград през 1912 г., където работи като директор на училище „Крикор Лусаворич“. Едновременно с това започва работа като учител и в девическо училище. През 1914 г. по покана Ховханес Хинтлян и Калуст Малтаян официално преподава в Нов университет. По същото време като гост – учител преподава редовни уроци и във Висшето девическо училище „Нигохосян“.
На 24 април 1915 г. е арестуван като арменски мислител. На следващия ден заедно със 192 арестувани е преместен в централния цариградски затвор. Привечер заедно с една група арестанти е закаран с кораб и след това с влак в Екишехир. На 27 април е откаран в Анкара, където с правителствена заповед е заточен в Чангъръ. На 26 август заедно с четирима негови приятели е преместен в Тюней, където жестоко е убит.

## Творби
- „Сарсурнер“ – стихотворения – 1906 г.
- „Погром“ – стихотворения – 1908 г.
- „Сърцето на нацията“ – сборник стихотворения – 1909 г.
- „Песен на хляба“ – 1921 г.